# 鉄甲巨兵 SOME-LINE
『鉄甲巨兵 SOME-LINE』（てっこうきょへいサムライン）は、吉岡平による日本のライトノベル、およびそれを原作とするドラマCD。イラストはそうま竜也が担当している。富士見ファンタジア文庫（富士見書房）より1989年11月から1993年4月まで刊行された。
『宇宙一の無責任男』シリーズの間隙を縫って書かれた作品で、ロボットアニメのファンだった作者自身の青春のすべてをこの作品に賭けているとのことである（第1巻あとがきより）。本編の4巻が全26話のテレビシリーズで、外伝は劇場用アニメという扱いである。本編は当初は全3巻の予定だったが、第2巻以降は1話あたりの分量が増えていったため3巻では収まりきれなくなり、4巻まで刊行された。ただし、話数自体は当初からの予定通りである。

## 登場人物
声はドラマCDのもの。

### ライナーチーム
利根木 鷹彦（とねぎ たかひこ）
声 - 緑川光
本作の主人公。東京都出身。元・都立富士見高校2年生。ラグビー部キャプテンでポイントゲッター。ライナーファルコンのパイロット。
通っていた高校と家が地上げ獣に破壊されてしまい、地上げ獣に怒りを燃やしている時にスカウトされ、パイロットとして契約してしまう。性格は単純。
ツイミ不動産との戦いが終わった後、東南大学のラグビー部のエースになる。
米原 尚晃（よなばる なおあき）
声 - 置鮎龍太郎
沖縄県出身。嘉手納高校2年生。空手部主将で、琉球の人喰い狼の異名を持つ。身寄りは無く、天涯孤独。
『空手バカ一代』に憧れて超人追求の夢を抱き、片眉を剃り落して山籠りをする。下山して後、全日本空手選手権の大会に乱入。優勝者をたたきのめして逮捕され、前科者となったところを秋葉原博士に見込まれてライナーチームにスカウトされる。射撃の腕はチーム一。ライナーコンドルのパイロット。
第17話「地上げ獣殿下（後編）」で、少年をかばった際に四散したミサイルの破片が脳内に入り込む。それが原因で体調に異変が生じ、第25話「月は無慈悲な最後の戦場」で死亡する。
伊東 果代（いとう かよ）
声 - 天野由梨
静岡県出身。静岡県立富士裾野高校2年。全日本高校弓道選手権女子の部を2年連続制覇の経歴を持つ。ライナーアルバトロスのパイロット。美人であるが、非常に性格はきつく、攻撃的。
横山 美猫（よこやま みねこ）
声 - 本多知恵子
山形県出身。天童女子高校の1年生で、全日本高校女子将棋チャンピオンにして天才女流王将。
将棋の駒を持ち歩いており、いざという時にはそれを投げて飛び道具としている。本人が言うには、学校の裏番で、放れ駒のミネコという二つ名で呼ばれていた。ライナーストークのパイロット。
山田 保（やまだ たもつ）
声 - 田中真弓
北海道出身。北海道立大雪山高校の1年生。コンピューターに造詣が深いメカマニアで、IQ300。余計なひと言が多く、そのために周囲の人間の怒りを買い、しょっちゅう殴られている。ライナースイフトのパイロット。
ツイミ不動産との戦いが終わった後、医者になって金儲けするため、北限大学の医学部に入る。
秋葉原 ミナミ（あきはばら ミナミ）
秋葉原博士の妹。ポニーテールの少女。香川県出身。登場時は中学生で、翌年高校生になる予定。ライナーロビンとライナーフェニックスのパイロットになる。
ツイミ不動産との戦いが終わった後、青木ヶ原大学の獣医学部に進学する。

### 太陽無限力エネルギー研究所
秋葉原 石丸（あきはばら いしまる）
声 - 大塚芳忠
27歳の若さで天才の名をほしいままにするロボット工学の権威。飯田博士の一番弟子。メカに関しては天才であるが、性格には難が多い。
実家は香川県丸亀市の老舗のうどん屋。
ココアと寿司が好物。『空手バカ一代』にかぶれて空手修行をしたことがあったが、手の骨が砕けて空手ができなくなった過去がある。
ツイミ不動産との戦いが終わった後、マッドサイエンティストそのものとなり、自分が世界を征服しようと目論む。
ミホ・アザミ
秋葉原博士の秘書。日系三世。

### 政府機関
小柴（こしば）
防衛長官。常識人だが、軍人としての能力は皆無に近く、長官の地位は大学の成績と派閥の関係によって得た。妻子がいたが、現在は離婚している。第18話「小柴防衛長官海に散る」で、ツイミ不動産のスパイに誘拐された娘を救うため、F-104で出撃するが、撃墜され、殉職。享年49。
沢井（さわい）
小柴防衛長官の秘書。階級は三尉。
黒眼鏡一号（くろめがねいちごう）
内閣調査室の調査員。他の黒眼鏡たちと同様、全身黒ずくめの格好に黒いサングラスをかけている（勤務中はこのスタイルを義務付けられているため）。
本名は下村（しもむら）。島根県出身。運転が下手で方向感覚が無い。第5話「白銀はただ茜色」にて殉職。
黒眼鏡二号（くろめがねにごう）
内閣調査室の調査員。第8話「出た！ 雷光剣」において、ツイミ不動産のスパイアンドロイドに殺害される。
黒眼鏡三号（くろめがねさんごう）
内閣調査室の調査員。射撃の腕は果てしなく下手。

### ツイミ不動産
ツク・リーン
声 - 松本保典
ツイミ不動産営業部銀河辺境開発課の太陽系支店長。190センチメートルの長身。マキター専務の抜擢で支店長になった若きエリートで、地球を地上げし、リゾート用の惑星に改造しようと目論む。
地上げ作戦でSOME-LINEと戦う中、ライナーチームの美猫との間に淡い恋心が芽生える。
アイドルマニアで、銀河大学在学時はアイドル研究会に所属していた。
かつて恋人同士だったマキター専務とアーカッツ常務の間に産まれた子供だったが、幼いころに養子に出されたため、自らの出生の秘密は知らなかった。
最終話で、地上げ獣カナカナに搭乗して自らSOME-LINEと戦う。戦闘終了後、壊れたSOME-LINEから脱出できなくなった美猫を救い出した後、炎の中に身を投じ姿を消す。
ツムラー
ツイミ不動産太陽系支店の副支店長。叩き上げの現場組で、本社から派遣されてきたリーンを快く思っていない。ツイミ不動産本社の常務派。妻子を残しての単身赴任。
23話「ツムラー最後の賭け」で、地上げ獣マカマカに搭乗して出撃するが、SOME-LINEとカラミティー・ジェーンのタッグに敗北し殉職。
サト・ミオ・ガワー
声 - 島津冴子
ツク・リーンの秘書。銀河女子大学出身。リーンとツムラーの確執を横で観察し、両天秤にかけていたが、23話「ツムラー最後の賭け」で2人に見切りをつけ、ツイミ不動産を結婚退職する。結婚した後、サト・ミタ・カダーと姓を変え、幸せな生涯を送ったという。
ジュド（兄）
地上げ獣・ムカムカの主任パイロット。老いた母と妻、それに2人の子がいる単身赴任者。
ムカムカでの任務失敗後、ケラケラでの出動を命じられるが、果代がストレス発散のために一斉射撃したミサイルでケラケラごと吹き飛ばされ、殉職。
アルフォンゾ・アル・フッカー
ツイミ不動産本社の査察部長。銀河大学大学院出身で、入社3年目で課長、6年で部長にまで出世した超エリート。その注進で失脚した役員や支店長は多数いる。ガワーに求婚していた。地上げ獣ゲンゲンに搭乗して戦うガワーをかばって死亡。
アーカッツ
ツイミ不動産の常務取締役員。40代の女性だが、若いころからの美貌を誇るが、その性格は冷酷。
マキター
ツイミ不動産の専務取締役員。次期社長の座を狙い、アーカッツと対立している。
ジュド（弟）
第4話「男女3人夏物語」で殉職したジュドの一卵性双生児の弟。兄よりはるかに優秀。兄弟そろって入社したのは、ツイミ不動産会長の命令と話題作りのため。
シミュラ・カナン
ラムノ證券会社銀河中央ゲート西口ビル支店の投資相談課の若きOL。マキター専務の計らいで、ツイミ不動産太陽系支店の監査役として出向してくる。
リーン同様、マキター専務の隠し子の1人。暴動を起こした社員達からリーンをかばって死亡。

### その他
飯田博士（いいだはかせ）
秋葉原博士の師匠にして、SOME-LINEの設計者。超常科学の権威で100年に1人の天才と言われる。
地球の地上げ作戦の邪魔になると判断され、ツイミ不動産の手の者に捕まり監禁されていたが、リーンに依頼されてSOME-LINEに対抗できるロボットを造る。第20話「壷焼き岩の秘密」で、鋼鉄双葉山改が敗れリーンにも見捨てられた後、自ら炎の中に身を投じる。
丸山 秀宗（まるやま ひでむね）
冶金学の権威。秋葉原博士の大学時代の同僚で、飯田博士の下で共に学んだ仲。特に超合金の研究では世界でも指折りの天才。
静岡生まれだが、岡山での暮らしが長かったため、普段から岡山弁で話すようになった。
雷光剣の鍛造中にツイミ不動産のスパイに撃たれるが、傷は浅く命に別条は無かった。
白魚 麗子（しらうお れいこ）
ツイミ不動産による、地球人洗脳CM作戦に起用されたアイドルの女の子。本名は沢宮えり。当初は地球人を冥王星へ引越しさせるためのCMに出演させていたが上手くいかず、代わりにその人気に目をつけたリーンによりツイミ不動産のイメージアップ戦略に利用されることになった。顔は可愛いが、歌唱力・演技力ともに無い。それでも人気があったのは、聞く者の感情を麻痺させ虜にする魔の音波が歌に乗せて流されていたため。作戦失敗後はすぐに人気が無くなり消えていった。
バイセル
太陽無限力エネルギー研究所に迷い込んだ老犬。第11話「悲しみの都市ガス爆破」に登場。尚晃が世話をしていた。金沢市に設置された爆弾の起爆装置を持って走り、爆発に巻き込まれ死亡。
ジョナサン・ゲルトリンク
アメリカ人のロボット工学博士で、飯田博士のライバル。巨大ロボットのペィスコ・ビルを開発。ペィスコ・ビルに搭乗して地上げ獣ヤシヤシと戦い、相討ちとなる。
小柴 苅穂（こしば かるほ）
小柴防衛長官の娘。両親は離婚しており、母親と暮らしている。
尚晃の死後、代わりのパイロットとしてライナーコンドルに搭乗する。
ツイミ不動産との戦いが終わった後、婦人自衛官になるため防衛大学に進学。
椎野（しいの）
秋葉原博士の大学時代からの親友。学生時代は秋葉原博士以上のロボットおたくだった。高校で生物の教師をしている。
カメリア・ゲルトリンク
ジョナサン・ゲルトリンク博士の孫。博士の遺したカラミティー・ジェーンに搭乗して戦う。
保が搭乗不能になった際には、代わりのパイロットとしてライナースイフトに乗る。
ピーター・ウォン教授
「東亞機人公司（とうあきじんこんす）」の主任設計技師。外伝『巨人たちの挽歌』に登場。秋葉原博士や椎野たちと同様、飯田博士の弟子で、飯田ゼミの卒業生。日本への留学中にアニメにかぶれる。
地上げ獣ロブロブをおびきよせるための囮となり、死亡。
リチャード・ウォン
ピーター・ウォンの双子の兄。プリンスエドワード島で中華飯店を経営する。ジープが趣味。

### 超甲騎兵 SOME-LINE・Rチーム（仮称）
外伝『巨人たちの挽歌』のラストで、何の前触れも無く、唐突に出てきた「超甲騎兵 SOME-LINE・R」のクルー達。
両国 全自郎（りょうごく ぜんじろう）
秋葉原博士をも上回る超天才。
鴻 眞南（おおとり まなん）
両国博士の美人秘書。
日下部 秀麿（くさかべ ひでまろ）
豪雪王のパイロット。SOME-LINE・Rのパイロット達のリーダーでもある。
楓小路 魔世（かえでこうじ まよ）
涼月王のパイロット。色白細面の美男子。
扇谷 舟一郎（おおぎがやつ しゅういちろう）
橘花王のパイロット。
麻風 廉（あさかぜ れん）
極星王のパイロット。

## ロボット

### 鉄甲巨兵 SOME-LINE
天才学者・飯田博士によって設計された巨大人型合体ロボット。地球を地上げしようと企む宇宙の不動産屋・ツイミ不動産の地上げ獣に対抗できる唯一の存在。
動力は太陽無限力エネルギーで、装甲は超合金S製。合体時は、身長114メートル、体重1100トンの巨大ロボットになる。全メカの重量を合計しても1100トンにならないのだが、なぜ合体すると質量が増えるのかは秋葉原博士にも分からない。
脳波操縦システムを採用しており、脳波を機械が自動的に感知して自動操縦で稼動する。乗りこなすには、常軌を逸した体力が必要となる。
合体する際の合言葉は「レッツ、LINE-ON（ラインオン）」。
当初は合体した後は飛べなかったが、第17話「地上げ獣殿下（後編）」で登場したライナーフェニックスと合体することで飛行可能となった。フェニックスとの合体時は、水平飛行ならマッハ5には到達する。ただし、速度がありすぎるため、旋回性能は低い。
「SOME-LINE」という名は、「Super Organized Multipurpose Especial Long-distance Intercept Next-generation Experimental（超・成型・多目的・特殊・長距離・迎撃・次世代・実験機）」の略である。ただし、これは単行本4巻の時点で、秋葉原博士が辞書を引きながら即興で考えた後付設定。

#### LINERメカ（ライナーメカ）
ライナーファルコン
1号機。戦闘機タイプで全長25メートル。全備重量15トン。合体時にはロボットの頭脳中枢部になる。LINERメカ全ての指揮もファルコンが執ることになる。
ターボファン付きのパルサージェットエンジンで、最大速度マッハ5まで出せる。ブースターを装着すれば宇宙空間も飛行可能で、短時間なら水中でも行動できる。武装は、パルスレーザー機関砲2門と最大8発のAAM（空対空ミサイル）。最大11トンの爆弾やロケット弾を搭載しての対地攻撃も可能。高機能ノズルを使えば複葉プロペラ機並の急旋回もできる。
ライナーコンドル
2号機。本体は全長33メートル。全備重量28トン。攻撃機タイプのメカで、合体時にはロボットの肩と腕になる。
飛行速度は最大マッハ3。武装はファルコンの物より大口径の対地用パルスレーザー機関砲。また、機体各部のハードポイントに20トンもの爆弾や空対地ミサイルを装着する。
ライナーアルバトロス
3号機。全長51メートル。基本重量80トン。LINERメカの中ではもっとも重い。合体時にはロボットの胴体部となる。
飛行スピードはマッハ1を超える。装甲は5機のメインメカの中でもっとも厚い。本来の用途は輸送機だが、爆弾やミサイルも搭載できる。ペイロードは150トン。戦闘に必要な物資を運搬し、燃料を積んで他のメカに空中給油する任務もある。
ライナーストーク
4号機。合体時にはロボットの腰と脚になる。
マッハ2級の重爆撃機で、全長48メートルの胴体に80トンの爆弾を搭載する。防御用の銃座もある。別名「空飛ぶハリネズミ」。
ライナースイフト
5号機。全長28メートル。合体時には、真ん中から2つに割れてロボットの足になる。
マッハ4で飛行。任務は電子偵察機。強力なレーダーを搭載し、どのメカよりも早く敵を発見し、他の4機や発射されたミサイルを目標に向かって正確に誘導する。ECMで敵の電波や通信を妨害する任務もある。ただし、固定武装は無い。
ライナーロビン
全長22メートルの小型偵察メカ。武装は小型の多目的ミサイルのみ。飛行速度はマッハ3。秋葉原博士が搭乗して現場での作戦指揮を執る予定だったが、妹のミナミがパイロットになる。
ライナーフェニックス
SOME-LINEの飛行メカ。第17話「地上げ獣殿下（後編）」より、正式稼動となる。翼には大量の武器が装備されており、12発装填された空対空ミサイルのフェニックスミサイルや、超合金S製の巨大手裏剣のライナー手裏剣などがある。
合体することで、SOME-LINEを飛行可能にする。合体する際の合言葉は「フェニックス・クロス・スクランブル・イン」。

#### 武装と技
雷光剣（らいこうけん）
SOME-LINEに装備された特殊合金S製の刀。別名：備前福岡丸山一文字秀宗（びぜんふくおかまるやまいちもんじひでむね）。
巨大過ぎて人間の手で造ることが出来なかったので、ライナーチームのメンバーがSOME-LINEに載って鍛造することになった。
第14話「戦艦アリゾナが危機を呼ぶ」で地上げ獣ヤシヤシとの戦闘中に折れる。
ビームアーチェリー
特殊合金製の強弓で、鏃の代わりにビームの刃がついている。使用する際は果代が操縦する。作中ではビームチェリーと略して呼ばれることが多い。
地中魚雷シャングリラ
ドリル付きの地中魚雷。ホーミング機能付き。
プラズマリッガー
SOME-LINEの両目から発射される閃光兵器で、その光エネルギーは東京ドームの照明灯の1億倍。
サンダーバキューム
SOME-LINEの巨体に蓄えられた全電力を放出し、プラズマ状態になった大量の電子が周りの大気に熱を含ませ、膨張した大気は瞬間的に爆発するように周囲に拡散し、一時的な真空状態を作り出す技。放出される電圧は、瞬間的に数億から数十億ボルトに達する。
ライナーフレイル
SOME-LINEの背中に収納された、特殊合金S製の三節棍。全長約200メートル。伸ばせば1本の棒になり、鎖につけた先端部を振り回して敵にダメージを与えることもできる。
ライナーミサイル
SOME-LINEの腹から発射される原色のミサイル。太陽無限力エネルギー弾頭で、威力はTNT火薬100トン分に相当。
スピンカイザー・ナックル
特殊合金S製のメリケンサックをはめた拳を高速で回転させることコークスクリュー効果を生み出し威力を増すパンチ。
ライナーウイングアタック
ライナーフェニックスとの合体技。高く上昇し、雲の上で太陽エネルギーを蓄えると、急降下して身にまとった高エネルギーを敵に叩きつける。
LINERガン
太陽無限力エネルギー波動砲。300トンはある巨大な大砲で翼が付いている。動力はSOME-LINEのメイン縮退炉で、砲の尾栓から出ているコードのプラグをSOME-LINEの本体のジョイントに繋げて使用する。
バーストフレイム
SOME-LINEの頭部のフェイスリフレクターを開き、内部の放熱板から炎を発射する武器。
ライナーフィールド
強力な磁場で敵をドーム状のフィールドに閉じ込める兵器。太陽無限力エネルギー研究所のバリアーを応用した物。
フリーザーストーム
SOME-LINEの胸部に収納された巨大な風車を回転させることで、マイナス230度の冷気を噴出し、敵を凍結させる必殺兵器。ただし、使用する度に大量のフロンガスを発生させる。
雲龍丸・風虎丸（うんりゅうまる・ふうこまる）
超合金ホンコニュウムで装甲を強化された地上げ獣に対抗するため、丸山博士が新たに作ったSOME-LINE用の刀。雲龍丸が長刀で風虎丸が脇差。特殊合金Sを精錬し、原子炉の火で鍛え、重水で焼き入れした業物。

### その他のロボット
ペィスコ・ビル
ジョナサン・ゲルトリンクが開発した巨大ロボット。身長122メートルで、SOME-LINEより横幅がある重量級のロボット。頭にはテンガロンハットに似た帽子を斜めに被り、足回りにはローハイドに似た強制冷却装置、腰には巨大なリボルバー・カノンを2挺拳銃のように装備。星条旗をマントにして背中に羽織る。
テンガロンハットのつばには超合金製の鋭いエッジが仕込んであり、コルト・シングル・アクション・アーミーに似たデザインのリボルバー・カノンは口径22インチ。弾の弾頭は鉛のソフトポイント。
調整不足が祟り、地上げ獣ヤシヤシとの戦闘中にオーバーヒートを起こし、最後はヤシヤシと共にハワイのキラウエア火山の火口に消える。
カラミティー・ジェーン
ジョナサン・ゲルトリンクが開発した、女性型ロボット。身長110メートル。エッジを仕込んだテンガロンハットによるテンガロン・カッターなど基本的な武装はペィスコ・ビルと同じ。星条旗のマントは体に巻きつけて防具とすることや敵に巻きつけて高圧電流を流すことが出来る。ビーム兵器スタンピード・ビームも搭載する。
外伝『巨人たちの挽歌』では、レバーアクション式のヒュージ・スプリングフィールドライフルを装備。弾丸はアイオワ級戦艦の不要になった主砲弾。他にもカラミティー・ガトリングガンを装備。
岳飛（ユイエフェイ）
ピーター・ウォンが設計した巨大ロボット。装甲は超合金ホンコニュウム製。超合金ホンコニュウムは、超合金Sより強力で柔軟性に富んでいる。内蔵武器は無いため、巨大な銃器類を大量に装備して地上げ獣との戦いに挑んだ。
超甲騎兵 SOME-LINE・R
外伝『巨人たちの挽歌』のラストで、何の前触れも無く、唐突に出てきた巨大人型合体ロボット。豪雪王（ごうせつおう）・涼月王（りょうげつおう）・橘花王（きっかおう）・極星王（きょくせいおう）の4機が合体して1体の巨大ロボットになる。身長138メートル、体重2800トン。特殊超合金ネオSSS（スリーエス）製。
パイロットは、全て水準以上のルックスの美少年ばかり。

## 地上げ獣
ゴキゴキ
ゴキブリを強化培養した地上げ獣。一度倒れると起き上がれないという弱点がある。
ムカムカ
ムカデ型の地上げ獣。有人操縦タイプ。
ケラケラ
オケラ型の地上げ獣。地底を潜行する能力がある。ムカムカ同様、有人操縦タイプ。
イエイエ
ヒマラヤの雪男（イエティ）を強化培養した地上げ獣。雪崩や吹雪を自在に操れる。本来はスキー場の開発造成任務用に設計された。
クワクワ
強化タイプの地上げ獣。ヒラタクワガタのオスをモデルにしており、2本の角の間からビームを発射する他、火炎放射能力も有している。
ゴラゴラ
ゴライアスオオカブトムシを培養強化した地上げ獣。
ドクドク
毛虫型地上げ獣。ただし、途中で成虫に変態して毒蛾型となり、毒鱗粉による腐食攻撃をしてくる。
スズスズ
鈴虫型地上げ獣。全長100メートル。羽を擦り合わせることで殺人超音波を発生させる。
オサオサ
オサムシ型地上げ獣。地中作業用の地上げ獣で、都市ガス爆破作戦のため体内に爆弾の起爆装置がセットされている。
ブラブラ
ブラインシュリンプ型地上げ獣。ツイミ不動産が販売したゴアコーラというコーラの懸賞で当たる「地上げ獣培養キット」で生み出される。日本中で培養されて被害を出した。秋葉原博士が培養していたブラブラは研究所の太陽無限力エネルギーを吸収して成長し、基地を大破する大事故となった。
ゲンゲン
全長130メートルのゲンゴロウ型地上げ獣。有人操縦タイプで、3体の中型地上げ獣が合体して巨大地上げ獣となる合体地上げ獣でもある。1号機ゲンヘッドにはリーン、2号機ゲンレッグにはツムラー、3号機ゲンウイングにガワーが搭乗。状況に応じて陸・海・空で形態を変ええられる。
ヤシヤシ
ヤシガニ型地上げ獣。硬い装甲と強力なハサミが武器。
鋼鉄双葉山（こうてつふたばやま）
飯田博士が開発した巨大ロボット。地球の生物を培養強化した他の地上げ獣とは異なる。鉄の箱に2本のレバーのついた操縦機で遠隔操作する。
太平洋戦争前夜、東条内閣のために設計したロボット。ツイミ不動産から資金を提供され、完成させた。
武装は、三八式歩兵銃をモデルにした、口径356ミリのボルトアクションライフル。弾丸は戦艦の主砲弾を改造した徹甲弾。407ミリ水平二連ショットガンや百式短機関銃をスケールアップした口径460ミリのサブマシンガンも装備し、基線長15メートルの光学式測距儀も搭載している。
胸部に備えた巨大なパラボラ状のスピーカーからは数十万サイクルの特殊殺人音波を発する。
ヤゴヤゴ
ヤゴ型地上げ獣。ツムラーが慰安旅行先で捕まえたヤゴを、地上げ獣成長促進剤に漬けて生まれた地上げ獣。偶然生み出された地上げ獣のため、命令はインプットされておらず、本能の赴くまま動くだけだった。素体となったヤゴ同様、瞬間的に伸びる下あごが武器。
トントン
トンボ型地上げ獣。ヤゴヤゴが成虫に変態した地上げ獣。高速空中機動が得意で、トンボ同様にホバリングも可能。
アブアブ
一般公募デザインによる地上げ獣（ただし、詳しいデザインの描写は無い）。
ミンミン
新型ハイパー地上げ獣。セミ型の地上げ獣で、飛行性能が優れている他、共鳴板による騒音攻撃も行う。
サザサザ
サザエ型地上げ獣。硬い外殻はSOME-LINEの攻撃をも防ぐ。攻撃手段は、強酸の「サザエ酸」と、それを強化した「よりぬきサザエ酸」。
鋼鉄双葉山改（こうてつふたばやまかい）
鋼鉄双葉山を強化改造した巨大ロボット。
ナットナット
納豆菌を培養した地上げ獣。複数の雑菌を地上げ獣培養プラントに入れて互いに喰い合いをさせ、その中で最後に残った納豆菌が強化された、不定形の菌型地上げ獣。全ての物を腐食させる酵素を分泌する。
マカマカ
マイマイカブリをベースにした地上げ獣。アーカッツ常務が太陽系支店に送ってきた最新型地上げ獣で、あらゆる面で従来の地上げ獣の性能を上回るが、試作品のため長時間の使用には耐えられない。
カナカナ
太陽系支店の倉庫の奥に厳重に保管されていた地上げ獣。強力すぎて地上げ任務には不向きとされた試作機のロストナンバー。
SOME-LINEの合体を阻害する特殊触媒Xを散布する。
シュリシュリ
エビ型地上げ獣。外伝『巨人たちの挽歌』に登場。超合金ホンコニュウムで装甲を強化している。
ロブロブ
ロブスター型地上げ獣。外伝『巨人たちの挽歌』に登場。シュリシュリ同様、超合金ホンコニュウムで装甲を強化している。ハサミの内部には無数の小型ミサイルが内蔵されている。
ゴルゴル
ゴルゴサウルス型地上げ獣。外伝『巨人たちの挽歌』に登場。ゴルゴサウルスの化石を培養した化石型地上げ獣。高性能爆弾を内蔵している。
カマカマ
カマキリ型の地上げ獣。雲龍丸であっさり斬られ、戦闘の描写もなく敗れ去る。
ウニウニ
ウニ型の地上げ獣。トゲ1本だけでもSOME-LINEの倍の大きさがある巨大地上げ獣。オレンジ色の溶解液を吐き、トゲをミサイルのように発射する。

## 用語
ライナーチーム
SOME-LINEの搭乗員達の呼称。全員高校生であるが、それは飯田博士の趣味が反映されたためである。
コスチュームは原色を基調にしたボディースーツで、男用は体にフィットしたパンツルックで、女性用は超ミニスカートにブーツ、それに趣味の悪いデザインのヘルメットがつく。このスーツをデザインしたのは秋葉原博士。
一応高校生のため、アルバイト扱いとなっており、時給は戦闘中が1時間850円、そうでない時が350円で、プラス能力給がつく。万一戦死すれば保険が下りるが、受け取り人の名義は秋葉原博士になっている。
LINERメカ
SOME-LINEを構成するメカ。
搭載された武器は、大声で武器の名前を叫ばないと発射されないシステムになっている。また、全機ともVTOL（垂直離着陸）性能を備えている。
太陽無限力研究所
SOME-LINEの基地。マシーンの格納庫や滑走路、太陽無限力エネルギーの縮退炉などの設備がある。
ツイミ不動産
銀河系の中心に本社を置く、宇宙の不動産屋。宇宙人とはいえ、社員達の外見は地球人と特に違わない。
地球の衛星軌道上を周回しているビル型宇宙ステーションが太陽系支社のビル。
地球人は、ツイミ不動産の存在を知らないため、彼らのことを「ツイミ星人」と呼んでいる。
地上げ獣
バイオテクノロジーによって地球の生物を培養強化した生物兵器。地球上の邪魔な建造物を破壊し、更地にして売却するための作業機械でもある。
ダイワ重機
地上げ獣メーカー。ツイミ不動産太陽系支店は、このメーカーと提携することで、実地テストの名目で地上げ獣を何度も導入することが可能になった。
太陽無限力光線銃ジュピター177
プラズマリッガーとほぼ同程度の威力を持つ光線銃。
ラピッド・クローザー
ライナースーツを一瞬で装着するための装置。ライナーチーム各人の声を記録し、それに反応するシステムで、作動させるためには「チェンジライナースーツ・クローズ・アップ」と叫ばなければならない。

## 各話リスト
| 話数   | サブタイトル             | 登場地上げ獣 | 搭乗者                   |
| ------ | ------------------------ | --- | ------------------------ |
| 1      | 史上最大の立ち退き       | 地上げ獣ゴキゴキ | なし                     |
| 2      | S計画発動                | 地上げ獣ゴキゴキ | なし                     |
| 3      | 南から来た用心棒         | 地上げ獣ムカムカ | ジュド（兄）             |
| 4      | 男女3人夏物語            | 地上げ獣ケラケラ | ジュド（兄）             |
| 5      | 白銀はただ茜色           | 地上げ獣イエイエ | なし                     |
| 6      | ライナーチーム北へ       | 地上げ獣クワクワ | なし                     |
| 7      | 合体! これがSOME-LINE    | 地上げ獣クワクワ | なし                     |
| 8      | 出た! 雷光剣             | 地上げ獣ゴラゴラ | なし                     |
| 9      | 地上げ獣使いと少女       | 地上げ獣ドクドク | なし                     |
| 10     | 奪われた電波             | 地上げ獣スズスズ | なし                     |
| 11     | 悲しみの都市ガス爆破     | 地上げ獣オサオサ | なし                     |
| 12     | 衛星より愛を込めて       | 地上げ獣ブラブラ | なし                     |
| 13     | 僕は鷹彦 君はガワー      | 地上げ獣ゲンゲン | リーン、ツムラー、ガワー |
| 14     | 戦艦アリゾナが危機を呼ぶ | 地上げ獣ヤシヤシ | なし                     |
| 15     | 紫外音楽                 | 鋼鉄双葉山 | なし                     |
| 16     | 地上げ獣殿下（前編）     | 地上げ獣ヤゴヤゴ | なし                     |
| 17     | 地上げ獣殿下（後編）     | 地上げ獣ヤゴヤゴ、地上げ獣トントン | なし                     |
| 18     | 小柴防衛長官海に散る     | 地上げ獣アブアブ | なし                     |
| 19     | LINERガンの怒り          | 地上げ獣ミンミン | ジュド（弟）             |
| 20     | 壷焼き岩の秘密           | 地上げ獣サザサザ、鋼鉄双葉山改 | なし                     |
| 21     | ツイミ星人ゴーホーム     | インシャラー、ベインテシンコ・デ・マヨ、オクチャブルスカヤ・レヴォルチャ、フリードリヒ・デア・グローセ、サスクァッチ、アプリマック、パン・クー、デューク・オブ・ケント、イ・スンシン、デ・ロイテル、スレイプニール他（国際巨大ロボット見本市に展示されたロボット） | なし                     |
| 22     | くさる宇宙               | 地上げ獣ナットナット | なし                     |
| 23     | ツムラー最後の賭け       | 地上げ獣マカマカ | ツムラー                 |
| 24     | 地上げ獣総進撃           | 再生地上げ獣軍団 | なし                     |
| 25     | 月は無慈悲な最後の戦場   | 地上げ獣カナカナ | リーン                   |
| 26     | さようなら鉄甲巨兵       | 地上げ獣カナカナ | リーン                   |
| 劇場版 | 『巨人たちの挽歌』       | 地上げ獣シュリシュリ、地上げ獣ロブロブ、地上げ獣ゴルゴル、地上げ獣カマカマ、地上げ獣ウニウニ | なし                     |

## 既刊一覧
- 吉岡平（著）・そうま竜也（イラスト） 『鉄甲巨兵 SOME-LINE』 富士見書房〈富士見ファンタジア文庫〉、全4巻
  1. 1989年11月15日発売[3]、ISBN 4-8291-2339-7
  2. 1990年4月17日発売[4]、ISBN 4-8291-2357-5
  3. 1990年12月17日発売[5]、ISBN 4-8291-2386-9
  4. 1991年8月19日発売[6]、ISBN 4-8291-2407-5
- 吉岡平（著）・そうま竜也（イラスト） 『鉄甲巨兵 SOME-LINE SPECIAL 巨人たちの挽歌』 富士見書房〈富士見ファンタジア文庫〉、1993年4月13日発売[7]、ISBN 4-8291-2493-8

## ドラマCD
タイトルは『鉄甲巨兵 SOME-LINE 護れ! 命のシーレーン』。吉岡平作品のコンピレーション・アルバム『吉岡平ワールド』（1994年6月22日発売、キングレコード、KICA-7010）に収録。

### スタッフ
- 原作・脚本・監修：吉岡平
- 構成・演出：とまとあき
- プロデューサー：積惟文

### 主題歌
オープニングテーマ「鉄甲巨兵 SOME-LINE」
作詞 - 吉岡平 / 作曲・編曲 - 渡辺宙明 / 歌 - 宮内タカユキ
エンディングテーマ「あなただけSOME-LINE」
作詞 - 吉岡平 / 作曲・編曲 - 渡辺宙明 / 歌 - MIO